# Eastern Provincial Airways

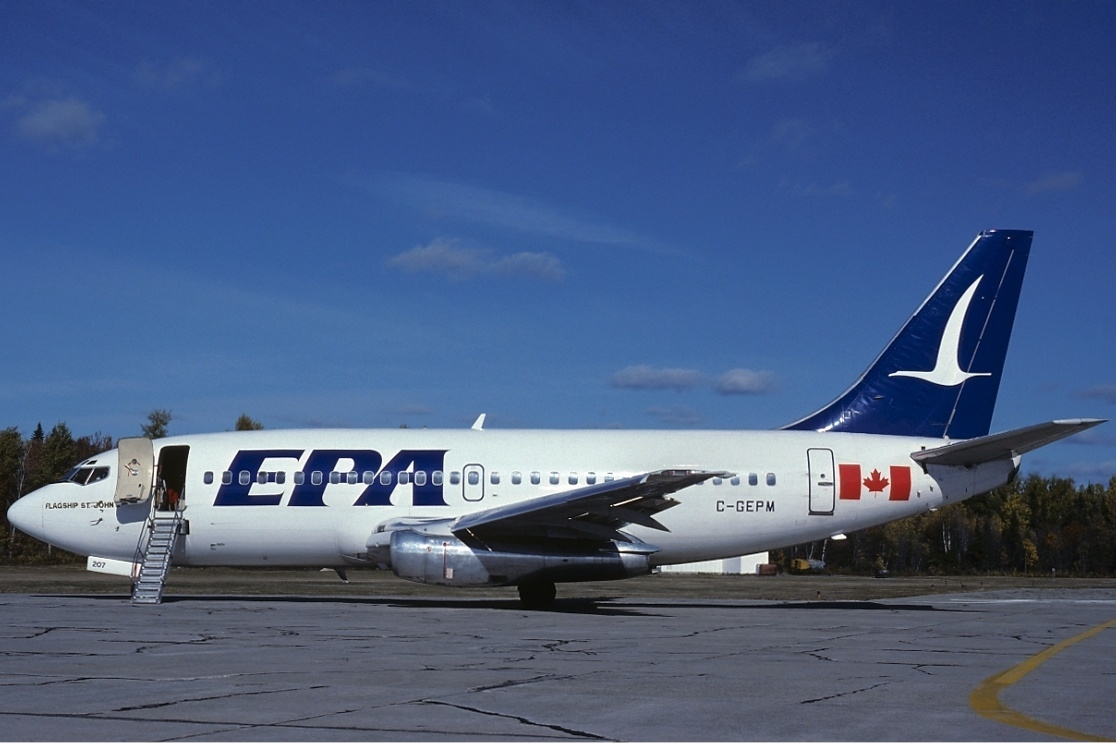
Boeing 737 de Eastern Provincial Airways en 1985

Eastern Provincial Airways était une compagnie aérienne canadienne. Fondée en 1949, elle débuta une activité régulière à partir de 1950 et fut achetée par CP Air en 1984.